# Förkeren
Förkeren, eller verkehren, är ett historiskt brädspel. Det spelades av två spelare på samma typ av spelbräde och med samma uppsättning brickor som backgammon och svenskt brädspel (bräde).

## Historia
Förkeren uppfanns förmodligen i Nederländerna och omnämns första gången i slutet av 1300-talet. Under 1600-talet och 1700-talet var spelet utbrett och mycket populärt i Nederländerna, Tyskland och de nordiska länderna. Det var känt också i Storbritannien och Frankrike, även om irish och backgammon var mer populära i Storbritannien och trictrac mer populärt i Frankrike. Under 1800-talet trängdes förkeren ut av andra spel.
I Sverige och på Island blev förkeren tidvis så dominerande att de allmänna orden för brädspel – bräde respektive kotra – användes synonymt med förkeren. Reglerna utvecklades samtidigt, så att det svenska brädspelet på en del punkter skiljer sig från det spel som en gång kom till Sverige. Den isländska varianten av spelet dog ut i slutet av 1800-talet, och kotra på modern isländska betyder backgammon. I Sverige lever spelet däremot vidare i form av svenskt brädspel. Det spelas årligen svenska mästerskap i bräde på Vasamuseet.
Förkeren uppskattades för sitt strategiska djup, och en fransk text från 1700-talet skrev att alla som känner till spelet betraktar det som det vackraste av alla brädspelen ("le plus beau de tous les Jeux de Tables") och att trictracspelare som en gång provat på förkeren ofta går över till det senare.

## Etymologi
Det svenska ordet förkeren kommer från det tyska Verkehren, som bland annat betyder att vända riktning. Det avledda adjektivet verkehrt betyder att något är bakvänt eller på tok. Spelböckerna från 1700- och 1800-talet gav två möjliga förklaringar till det tyska namnet: antingen att ett dåligt slag med tärningarna i förkeren kan leda till en oväntad vändning i spelet eller att spelarna började flytta sina brickor från höger till vänster på motsatta sidan av brädet. Förklaringarna bör tas med en nypa salt, eftersom de är dokumenterade först flera hundra år efter det att spelet uppfanns och namngavs.

## Regler
De tidigaste beskrivningarna av reglerna för spelet är från början av 1700-talet och återfinns i franska, svenska och tyska texter.

### Utrustning och förberedelser

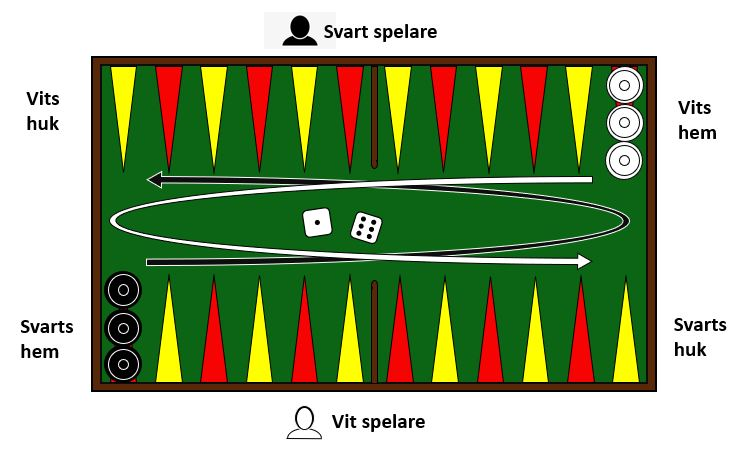
Spelbrickornas utgångsställning vid ett parti förkeren. Färdriktningen för brickorna är markerad med pilar.

Förkeren spelas på ett rektangulärt bräde med tolv tungor på vardera långsidan. Varje grupp om sex tungor bildar ett kvarter. Den ena spelaren har femton svarta brickor, och den andra femton vita brickor. Spelarna placerar alla femton brickorna på tungan längst till höger på motsatta sidan av brädet. Denna tunga kallas för spelarens hem. Spelet går ut på att först föra sina brickor ett varv moturs längs tungorna på brädet.
Man spelade ofta om insatser, som ibland lades direkt på spelbrädet. En fransk text från början av 1700-talet förklarade att om en tärning hamnar på ett mynt så är slaget godkänt, förutsatt att tärningen ligger plant på myntet.

### Förflyttning av brickorna
Spelarna turas om att slå med två tärningar. En spelare som till exempel slår femma och trea flyttar fram en bricka tre tungor och en annan bricka fem tungor. Spelaren kan också flytta fram en och samma bricka åtta tungor, men brickan måste då mellanlanda på antingen den tredje eller femte tungan från starten. Om en spelare inte kan flytta för en eller båda tärningarna, måste hen ge upp denna del av slaget. En spelare är alltid skyldig att utnyttja så stor del av slaget som möjligt.
Om en spelare slår lika med båda tärningarna, kallas det för en alla. Allor räknas dubbelt, det vill säga spelaren måste flytta två gånger för varje tärning.

### Att slå brickor
En ensam bricka på en tunga kallas för en blotta. Om en spelare har en blotta och någon av motspelarens brickor landar eller mellanlandar där, slås blottan. Spelaren måste ta upp den slagna brickan från brädet och slå in den i sitt första kvarter. Brickan placeras på den tunga i spelarens första kvarter som har samma nummer som antalet ögon på tärningen. En spelare får inte flytta någon annan bricka på brädet så länge hen har en eller flera slagna brickor kvar att spela in. Om en bricka som spelas in landar på någon av motspelarens blottor, slås denna och måste i sin tur spelas av motspelaren.

### Band
Två eller fler brickor på en tunga bildar ett band. Att flytta en bricka till en tunga där spelaren redan har en bricka kallas för att "lägga band", och att flytta brickor från en tunga så att bara en blotta återstår kallas för att "bryta band". Band är normalt fredade. En spelare får varken landa, mellanlanda eller spela in en bricka på en tunga där motspelaren har ett band.
Spelarna får på motsatta sidan av brädet bara lägga band på tungan längst till vänster. Den kallas för spelarens huk. På den egna sidan av brädet får spelarna däremot lägga band var som helst.

### Jan och junker

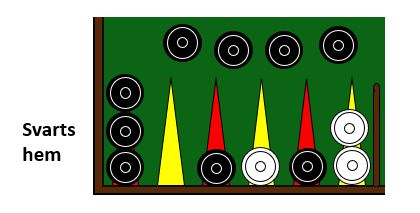
Exempel på jan: De fyra brickorna högst upp är slagna, och svart kan aldrig spela in fler än tre av dem.

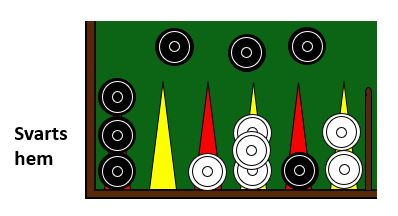
Exempel på junker: Svart kan bara spela in två av de tre slagna brickorna så länge vit har två band i detta kvarter och måste därför tillsvidare stå över.

En spelare får inte spela in brickor på tungor där hen har en egen bricka eller på tungor där motspelaren har ett band. Om antalet slagna brickor och antalet tungor som är upptagna av en spelares egna brickor överstiger sex, kan spelaren aldrig spela in alla brickor igen. Spelaren förlorar då dubbelt parti. Man säger att spelaren har blivit jan.
Om en spelare har färre slagna brickor än det som krävs för jan men fler brickor än det finns tomma tungor och tungor med motspelarens blottor i hens första kvarter, kan spelaren inte spela in alla brickor förrän motspelaren flyttar något av sina band. Detta kallas för att bli junker. Spelaren har inte förlorat, men måste stå över alla slag tills motspelaren har gjort tillräckligt med plats för att spelaren skall kunna komma in.

### Hemspel
En spelare som har fört fram alla sina brickor till sitt sista kvarter får spela hem brickorna, det vill säga föra tillbaka dem till hemmet. Hemmet fungerar därvid som en tänkt tjugofemte tunga. Om en tärning visar fler ögon än vad som krävs för att flytta hem den bakersta brickan, får spelaren ändå spela hem denna bricka. En spelare som spelar hem sin sista bricka vinner enkelt parti.

### Alla brickor på den sista tungan
En spelare som har samlat alla sina femton brickor på den tjugofjärde och sista tungan behöver inte spela hem brickorna, utan vinner omedelbart dubbelt parti. Den här regeln nämns inte i den franska texten och verkar vara ett senare tillägg till spelet.

### Fem blottor och fem band
Spelarna kunde före ett parti komma överens om att spela med ”fem blottor och fem band”. "Fem blottor" innebär att ingen spelare får lägga band förrän hen har tagit ut fem blottor från hemmet. "Fem band" innebär att band upphör att vara fredade, om en spelare bygger en spärr med fler än fem band i rad. Om motspelaren landar, mellanlandar eller spelar in en bricka på ett band i spärren, slås alla brickor i bandet och måste spelas in av spelaren. Ingen av dessa valfria regler omnämns i den franska texten, och även de är förmodligen senare tillägg.

### Den fortsatta utvecklingen
Under 1800-talet utvecklades spelet i Sverige, samtidigt som namnet förkeren eller verkehren användes mer sällan. I slutet av 1800-talet utkristalliserades regler för ett spel som på flera punkter skiljde sig från det historiska förkeren och som nu benämndes bräde eller svenskt brädspel.
I förkeren kunde man vinna genom att placera samtliga brickor på den sista tungan. Det sista slaget måste utnyttjas fullt ut för att det skulle räknas. I bräde godkändes flera andra möjligheter till så kallat vackert spel: tre brickor på de fem sista tungorna, fem brickor på de tre sista tungorna samt tre, fem och sju brickor på den tredje sista, andra sista respektive sista tungan. Man tillät också spelaren att slå med en tärning när chansen fanns till vackert spel, vilket betydligt ökade sannolikheten för att lyckas. Vasamuseets brädspelsvänner tog detta ett steg vidare på 1990-talet, när de tillät spelaren att slå med två tärningar och avsluta vackert spel med bara en del av det sista slaget.
Spel med "fem band" blev regel och principen att man inte fick blockera motspelaren tillämpades också när brickor skulle spelas in. Om en spelare befann sig i en situation där hen var junker enligt reglerna för förkeren, upphörde i bräde i stället motspelarens band att vara fredade. Att slå brickorna i ett band kallades för att spränga bandet.
Möjligheten att spränga band när brickor spelas in öppnade också möjligheten att göra motspelaren jan genom att spränga ett band. Det krävs taktisk skicklighet för att bygga upp en sådan situation, och sprängjan är idag det högst värderade sättet att vinna i bräde.

## Förkeren i svensk kultur
Förkeren var känt för att ett dåligt slag med tärningarna kunde leda till en snabb scenförändring, och uttrycket att någon har spelat förkeren innebar att personen hade råkat ut för ett oväntat bakslag. Den svenske poeten Lars Wivallius skrev i en dikt 1631:
Ha, dit intent har sig omwändt

och nu tagit en skitin end.

Ja dit intent har slagit felt,

Din anslag haa fallerat.

Så hafuer du förkehren spelt.

Raderna ingår i en hyllningsdikt över svenskarnas seger i slaget vid Breitenfeld samma år, och den som enligt Wivallius hade "spelt förkehren" var den tyske kejsaren Ferdinand.
Den svenska skaldekonstens fader, Georg Stiernhelm, omnämnde förkeren i sitt stora diktverk Hercules från mitten av 1600-talet. Spelet förekommer här i en negativ kontext; Stiernhelm gör en uppräkning av fördärvliga spel som kan förleda ungdomen till lättja:
Brädspel är ock een lust, i Tick-tack, och All-bowerie,

Damen, och Fruenspel, Ut-och-in, Förkehren, och Irisch.